# Brieven van Abélard en Héloïse
De Brieven van Abélard en Héloïse is de 12e-eeuwse liefdescorrespondentie tussen de geestelijke Pierre Abélard en de abdis Héloïse. De authenticiteit van dit Latijnse werk is omstreden. Doorgaans wordt aangenomen dat er echte brieven aan ten grondslag liggen, maar dat er een latere bewerking heeft plaatsgevonden, die door sommigen aan Abélard zelf wordt toegeschreven. De samenvoeging en bewerking maakt de overgeleverde tekst tot een fictie, een voorloper van de briefroman met een moraliserende functie.

## Auteurschap
Sinds de 19e eeuw debatteren geleerden over de authenticiteit van de brieven. Het wordt nu vrij algemeen aanvaard dat de correspondentie werkelijk teruggaat op de 12e-eeuwse protagonisten, maar de precieze configuratie blijft ongewis. Het feit dat de brieven pas meer dan een eeuw na de feiten voor het eerst opdoken, netjes na elkaar geschreven op een perkament, blijft vragen oproepen. Waar sommigen de brieven gewoon at face value nemen, zien anderen een bewerking door Héloïse, maar de meesten lijken nu toch te neigen naar een literaire fictie door Abélard. De passioneel-erotische lading uit de eerste brieven wordt omgezet in een verlangen om het vrouwenklooster goed te beheren. De laatste brieven staan vol met monastieke raadgevingen. Een van de argumenten hiervoor is dat taalalgoritmes de schrijfstijl van Abélard herkennen, maar niet die van Héloïse.

## Context
Fulbert, de oom en voogd van Héloïse, stelde omstreeks 1115-1117 de gerenommeerde geestelijke Abélard aan tot haar huisleraar. De twee begonnen een clandestiene relatie en kregen een zoon Astralabius. Daarna traden ze heimelijk in het huwelijk, hoewel Héloïse dat eerst had geweigerd om Abélards loopbaan niet in het gedrang te brengen. Toch kozen ze voor een gescheiden leven: omstreeks 1118-1119 trad Héloïse in bij de benedictinessen van Argenteuil, terwijl Abélard dat deed in Saint-Denis. Toen de kloostergemeenschap rondom Héloïse na een tiental jaar werd verbannen uit Argenteuil, zorgde Abélard voor een nieuw onderkomen in Le Paraclet, waarvan Héloïse abdis werd. Gedurende deze periode, ca. 1131, zette Abélard zijn tragische levensverhaal – inclusief zijn castratie door Fulbert – op schrift. Deze Historia calamitatum kwam Héloïse onder ogen en ze reageerde met een hartstochtelijke brief.

## Inhoud
Veel collecties beginnen met de autobiografische troostbrief van Abélard aan een onbekende vriend, getiteld Historia calamitatum, omdat Héloïse door erop te reageren de eigenlijke, persoonlijke correspondentie op gang bracht. Haar emotionele opening kreeg een afstandelijke reactie van Abélard. Na enkele uitwisselingen gaf Héloïse vrij abrupt de persoonlijke toon op en namen monastieke onderwerpen de bovenhand. Ze vroeg en kreeg raad hoe ze haar vrouwengemeenschap moest organiseren, want ze achtte de Regel van Benedictus daarvoor niet geschikt. Het werk lijkt weer te geven hoe affecten onder controle kunnen worden gebracht door de ratio, wat uiteindelijk het beste kan geschieden in een klooster.
De brieven tussen Héloïse en Abélard kregen in een handschrift de volgende titels:
1. Heloisae suae ad ipsum deprecatoria (smeekbrief van Héloïse aan Abélard)
2. Rescriptum ipsius ad ipsam (reactie van Abélard aan Héloïse)
3. Rescriptum ipsius ad ipsum (reactie van Héloïse aan Abélard)
4. Ipse rursus ad ipsam (reactie van Abélard aan Héloïse)
5. Item eadem ad eundum (reactie van Héloïse aan Abélard)
6. Rescriptum ad ipsam de auctoritate vel dignitate ordinis sanctimonialium (reactie van Abélard over het vrouwelijke kloosterleven)
7. Institutio seu Regula Sanctimonialium (Institutie of nonnenregel opgesteld door Abélard)

De stijl is gesofisticeerd en refereert aan de Ars amatoria van Ovidius.

## Andere brieven
De Epistolae duorum amantium ('Brieven van twee geliefden') zijn een andere set brieven die door sommigen worden toegeschreven aan Abélard en Héloïse. Het laatste woord is hierover echter nog niet gezegd. Dit geheel van een honderdtal brieven en gedichten zou dan dateren uit het begin van hun relatie (ca. 1115) en is bewaard in een kopie gemaakt vanaf 1471 door Johannes de Vepria, een compilator verbonden aan de abdij van Clairvaux, wiens manuscript in 1974 is uitgegeven.  

## Handschriften
De vroegste tekstgetuige dateert van de 13e eeuw. Rond 1290 maakte Jean de Meun de Oudfranse vertaling La vie et les epistres Pierres Abaelard et Heloys sa fame. De meest volledige handschriften zijn:
- Troyes, Médiathèque du Grand Troyes, ms. 802 (ca. 1300)
- Oslo/London, Martin Schøyen Collection, ms. 2085 (ca. 1350)

## Uitgaven
De brieven verschenen in 1616 voor het eerst in druk in de Opera omnia van Abélard, verzorgd door André Duchesne.
- Lettres d’Abélard et d’Héloïse. Traduction nouvelle d'après le texte de Victor Cousin. ed. Octave Gréard, 1875. Parijs.
- The Letter Collection of Peter Abelard and Heloise, ed. David Luscombe, vert. David Luscombe en Betty Radice, 2013. ISBN 9780198222484 (complete kritische editie Latijn-Engels)

## In Nederlandse vertaling
- Brieven van Abelard en Heloïze, vert. Oene Noordenbos en T. Noordenbos-de Klerk, Rotterdam, W.L. & J. Brusse, 1929
- De minnebrieven van Abelard en Heloïse, vert. Victor Heylen, 1980. ISBN 9789028905153
- De briefwisseling met Héloïse, vert. Chris Tazelaar, 1998. ISBN 9789026315404
- Alleen maar woorden. Brieven van Heloïse en Abelard, vert. Ramon Selles, 2023. ISBN 9789463403429

## Hedendaagse cultuur
- Het boek Heloïse en het Inwonen 1947-1952 van de Nederlandse auteur Monika Sauwer (2019, uitgeverij Avanti, ISBN 9789082318128) verwijst uitdrukkelijk naar de beroemde briefwisseling tussen Abélard en Héloïse.[4] Het boek is gebaseerd op brieven die haar ouders elkaar schreven.[5] In het boek heten haar ouders Wies (Héloïse) en Simon.[5]

## Voetnoten
1. ↑  Angelica Kauffmann, "Pierre Abélard" in: Van Abélard tot Zoroaster. Literaire en historische figuren vanaf de renaissance in literatuur, muziek, beeldende kunst en theater, eds. Peter Altena e.a., 1994, p. 11. Gearchiveerd op 11 mei 2023.
2. 1 2  A.P. Orbán, "De correspondentie tussen Abelard en Heloïse: rede versus emoties" in: Emoties in de Middeleeuwen, eds. R.E.V. Stuip en C. Vellekoop, 1998, p. 112. Gearchiveerd op 7 juni 2023.
3. ↑  Jeroen De Gussem, Hoe taalalgoritmes een middeleeuwse liefdesaffaire bekoelden, EOS, 16 september 2020. Gearchiveerd op 9 mei 2023.
4. ↑  Elsbeth Etty, Boeken - Liever geen meisje . NRC (31 januari 2015). Geraadpleegd op 28 april 2023.
5. 1 2  Arjan Peters, Recensie - Héloïse en het Inwonen - Monika Sauwer laat warmte gloren onder de deceptie van de naoorlogse jaren ★★★☆☆ . de Volkskrant (28 juni 2019). Geraadpleegd op 28 april 2023.